# Falsomesosella nilghirica
Falsomesosella nilghirica är en skalbaggsart som beskrevs av Stefan von Breuning 1936. Falsomesosella nilghirica ingår i släktet Falsomesosella och familjen långhorningar. Inga underarter finns listade i Catalogue of Life.